# Pachni, Xanthi
Pachni (sau Pahni; în greacă modernă Πάχνη, transliterat: Pachni) este un sat muntos din Tracia în prefectura Xanthi.
Populația este de 1.028 locuitori, determinată în 2021, prin populația rezidentă a Greciei[*].

## Geografie - Istorie
Pachni este situat la granița Greciei cu Bulgaria aproape de Prefectura Dram, la o distanță de aproximativ 14 km de Sminthi și 28 km de Xanthi. Satul este construit pe versanții Rodopilor de Vest (în lanțul muntos Koula) la o altitudine de 770 de metri. La vest și la de satul Pachni sud trece pârâul Koula, unul dintre cele trei brațe ale râului Kosynthos. Din punct de vedere cultural localitatea este inclusă în satele de pomaci Pomakochoria din prefectura Xanthi și vechea sa denumire era Pashevika. Locuitorii săi sunt angajați în agricultură și creșterea animalelor, mulți dintre aceștia fiind angajați și în străinătate în lucrări de construcții navale. O caracteristică a zonei o reprezintă zecile de peșteri, majoritatea încă neexplorate. Cea mai cunoscută peștera din zonă este „Peștera Mică și Mare”.